# John Connally
John Bowden Connally Jr. (Floresville, 27 de fevereiro de 1917 – Houston, 15 de junho de 1993) foi um político estado-unidense. No início da sua carreira política foi membro do Partido Democrata do Texas, no entanto, em 1973 filiou-se ao Partido Republicano.
Nasceu em Floresville e estudou Direito na Universidade do Texas e serviu na Marinha durante a Segunda Guerra Mundial. Foi um dos homens de confiança de Lyndon Johnson nos seus primeiros tempos como congressista e em 1961, John F. Kennedy nomeou-o Secretário da Marinha, cargo este que renunciou ao ser eleito Governador do Texas em novembro de 1962. Como governador, ocupou o cargo até 1969. Durante esse período, deu-se o assassinato de John F. Kennedy em 22 de novembro de 1963, no qual Connally ficou ferido, porém, nunca acreditou nas diversas teorias da conspiração envolvendo o crime.
Em 1971, o presidente Richard Nixon escolheu-o para Secretário do Tesouro, apesar de ser um democrata e o presidente um republicano. Ocuparia o cargo até 1973. Em 1980, tentou uma candidatura à presidência, mas foi superado por Ronald Reagan e morreu em 15 de junho de 1993. Seus restos mortais estão sepultados no Cemitério do Estado do Texas, Austin.